# Haredevil Hare
Haredevil Hare es un cortometraje animado de la serie Looney Tunes estrenado en 1948 y dirigido por Chuck Jones. Es protagonizado por Bugs Bunny y es el primer dibujo animado donde aparece Marvin El Marciano — aunque en este corto no tiene nombre — junto a su perro marciano, K-9. Todas las voces fueron hechas por Mel Blanc. La voz nasal de Marvin es similar al personaje que aparece en What's Cookin' Doc?

## Trama
El cortometraje comienza mostrando los titulares de unos periódicos que informan sobre el primer viaje tripulado a la Luna, el cual será realizado por un conejo. La siguiente escena muestra a Bugs Bunny siendo arrastrado hacia el cohete por unos científicos. Cuando ve que la nave es llenada con zanahorias, Bugs deja de oponerse y sube al cohete. Cuando llega a la Luna, descubre que otra nave también aterrizó allí, la cual es tripulada por un marciano anónimo (conocido como Marvin el marciano en los cortometrajes posteriores). 
Mientras el marciano está examinando un plano de la Tierra, el conejo se acerca y le pregunta qué está haciendo. Marvin le explica que va a intentar volar la Tierra con un arma gigante, y el conejo se va caminando, sin prestar mucha atención a lo que dijo. Mientras se aleja, Bugs se da cuenta de la respuesta que acaba de escuchar y le roba el explosivo que iba a utilizar en el arma. Ante esto, el marciano envía a su perro para que persiga al conejo y recupere el explosivo. Al final del cortometraje, Bugs logra derrotar al marciano y al perro, pero hace estallar parcialmente la Luna. La última escena muestra al conejo colgando de lo que queda del satélite, junto a Marvin y el perro, pidiendo ayuda a los científicos que lo mandaron al espacio.